# レボブピバカイン
レボブピバカインは、アミド型の局所麻酔薬である。ブピバカインのS-エナンチオマーである。ラセミ体であるプピバカインよりも毒性が低い。
レボブピバカイン塩酸塩は、丸石製薬からポプスカインという商品名で販売されている。日本での薬価収載は2008年8月。競合薬品であるロピバカインより7年遅れであった。 

## 臨床使用
ブピバカインと比較して、レボブピバカインは血管拡張が少なく、作用持続時間が長い。ラセミブピバカインよりも（モル濃度で）約 13% 効力が低く、運動遮断の開始時間が長くなる(海外、髄腔内投与時)。

### 適応
レボブピバカインは、成人の浸潤、神経ブロック、硬膜外麻酔を含む局所麻酔に適応される。および小児の浸潤鎮痛。日本では、0.25%製剤と0.5%製剤は承認当初は硬膜外麻酔と神経ブロックにしか適応が認められていなかったが、2019年9月に局所浸潤麻酔も保険審査上承認となった。0.75%製剤は硬膜外麻酔のみが適応となっている。

### 禁忌
レボブピバカインは、静脈内局所麻酔 (IVRA) には禁忌である。静脈内への誤注入をさけるための相互接続防止コネクタ対応製品の開発が進められていたが、2022年12月時点では発売断念が公表された。

### 副作用
薬物有害反応（ADR）は、正しく投与されている場合はまれである。ほとんどの ADR は、投与技術 (全身暴露をもたらす) または麻酔の薬理学的影響に関連しているが、アレルギー反応はめったに発生しない。
過剰量のブピバカインへの全身暴露は、主に中枢神経系(CNS) および心血管への影響をもたらす。通常、CNS への影響は、より低い血漿濃度で発生し、さらに高濃度での心血管への影響が現れる、低濃度では心血管の虚脱も発生する可能性がある。中枢神経系への影響には、中枢神経系の興奮 (神経過敏、口の周りのうずき、耳鳴り、振戦、めまい、かすみ目、痙攣) とそれに続くうつ病 (眠気、意識喪失、呼吸抑制、無呼吸) が含まれる場合がある。心血管への影響には、低血圧、徐脈、不整脈、および/または心停止が含まれる。その一部は、呼吸抑制に続発する低酸素血症が原因である可能性がある。 

### 関節鏡視下術後肩甲上腕関節軟骨融解症
レボブピバカインは軟骨に対して有毒であり、関節内注入は関節鏡視下術後肩甲上腕関節軟骨融解症を引き起こす可能性がある。